# Isabellalärka
Isabellalärka (Calendulauda africanoides) är en afrikansk fågel i familjen lärkor inom ordningen tättingar.

## Utseende och läte
Isabellalärkan är en typisk lärka med geografiskt mycket varierande fjäderdräkt. I grundfärgen är den bjärt roströst i nordöst, mer färglöst rödbrun i större delen av utbredningsområdet och i många områden mellanbrun. I alla dräkter har den dock ett tydligt ljust ögonbrynsstreck, viss streckning på bröstet och rostrött i vingen som syns väl i flykten. Sången är rätt lik en kanariefågel, inledd med ett par toner följt av en serie sträva men melodiska toner, ibland också härmningar. 
Arten liknar ett antal andra lärkarter, men är mer roströd än de flesta och saknar vita stjärtkanter. Ogadenlärkan är också rätt roströd, men är olikt isabellalärkan rödbrun även på hjässa och kinder. Jämfört med drillärkan är isabellalärkan större och har slankare näbb. Från sabotalärkan skiljer den sig genom renare ansikte och det roströda i vingen.

## Utbredning och systematik
Isabellalärka delas upp i åtta underarter:
- Calendulauda africanoides trapnelli – förekommer i sydöstra Angola och sydvästra Zambia
- Calendulauda africanoides makarikari – förekommer i sydöstra Angola till norra Namibia, västra Zambia och norra och centrala Botswana
- Calendulauda africanoides harei – förekommer i nordvästra och centrala Namibia
- Calendulauda africanoides sarwensis – förekommer i västra Botswana
- Calendulauda africanoides africanoides – förekommer i södra Namibia, södra och östra Botswana, västra Zimbabwe och norra Sydafrika
- Calendulauda africanoides vincenti – förekommer från centrala Zimbabwe till södra Moçambique
- Calendulauda africanoides alopex – förekommer i norra Somalia och allra östligaste Etiopien
- Calendulauda africanoides intercedens – förekommer i östra och södra Etiopien, intilliggande Somalia, östra Uganda, Kenya och norra Tanzania

Tidigare behandlades underarterna alopex och intercedens tillsammans som den egna arten "rävlärka! (Calendulauda alopex). Sedan 2021 inkluderar BirdLife International och IUCN dock den i isabellalärkan, sedan 2022 även tongivande Clements et al.

## Levnadssätt
Isabellalärkan hittas i både torr och fuktig savann, gärna på mjukare jordar. Där ses den promenera och gräva i sanden efter insekter och frön. Under häckning sjunger hanen sin sång från en exponerad plats, ibland också i sångflykt.

## Status och hot
Arten har ett stort utbredningsområde och en stor population med stabil utveckling och tros inte vara utsatt för något substantiellt hot. Utifrån dessa kriterier kategoriserar internationella naturvårdsunionen IUCN arten som livskraftig (LC).